# Gut Wellersen

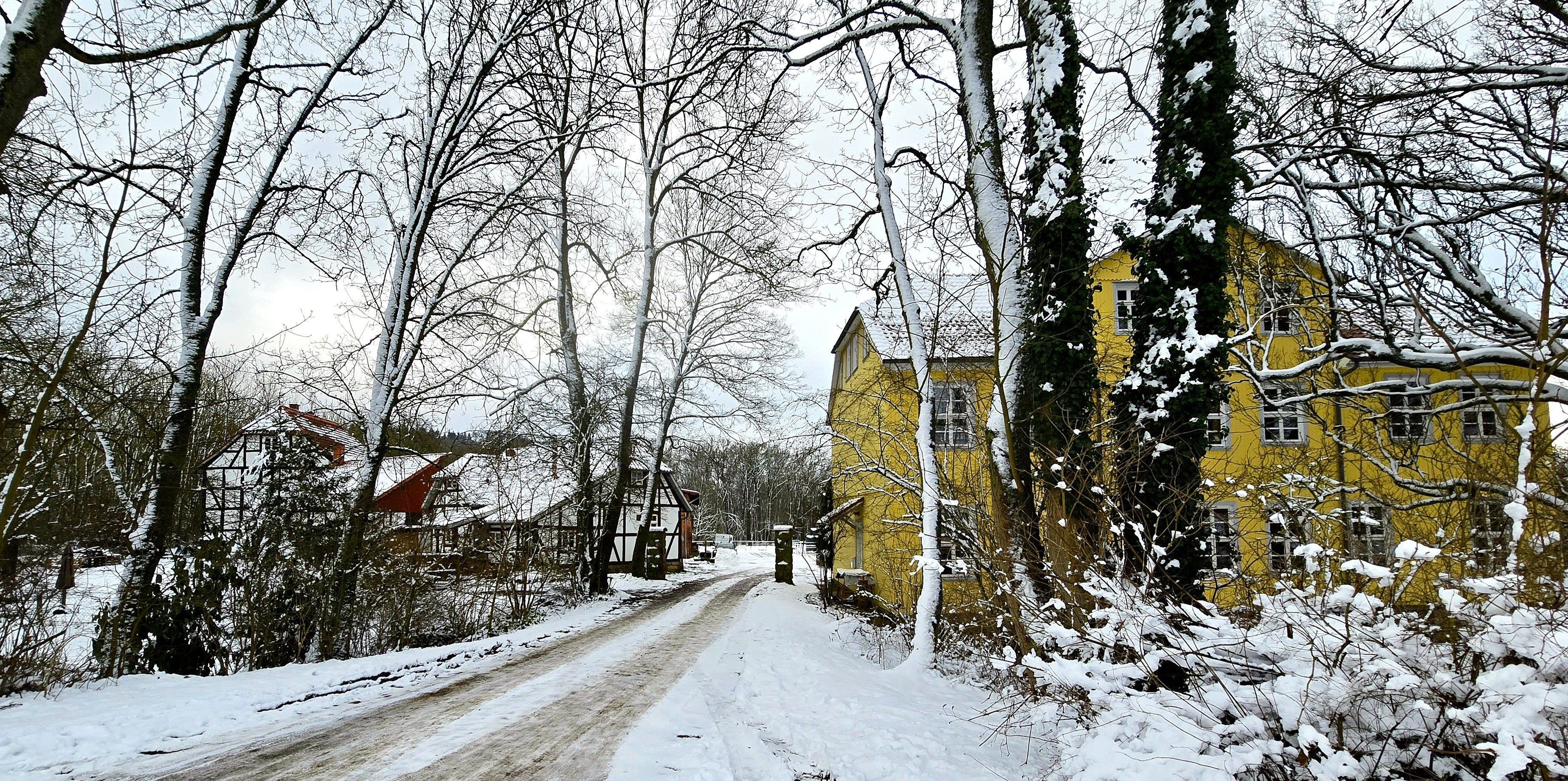
Einfahrt auf das Gutsgelände

Gut Wellersen liegt in der Gemeinde Scheden, die zur Samtgemeinde Dransfeld im niedersächsischen Landkreis Göttingen gehört. Es liegt nördlich des Kernortes Scheden an der B 3. Südöstlich, im Dransfelder Stadtwald, erhebt sich der 311,6 Meter hohe Lohberg.

## Baudenkmale

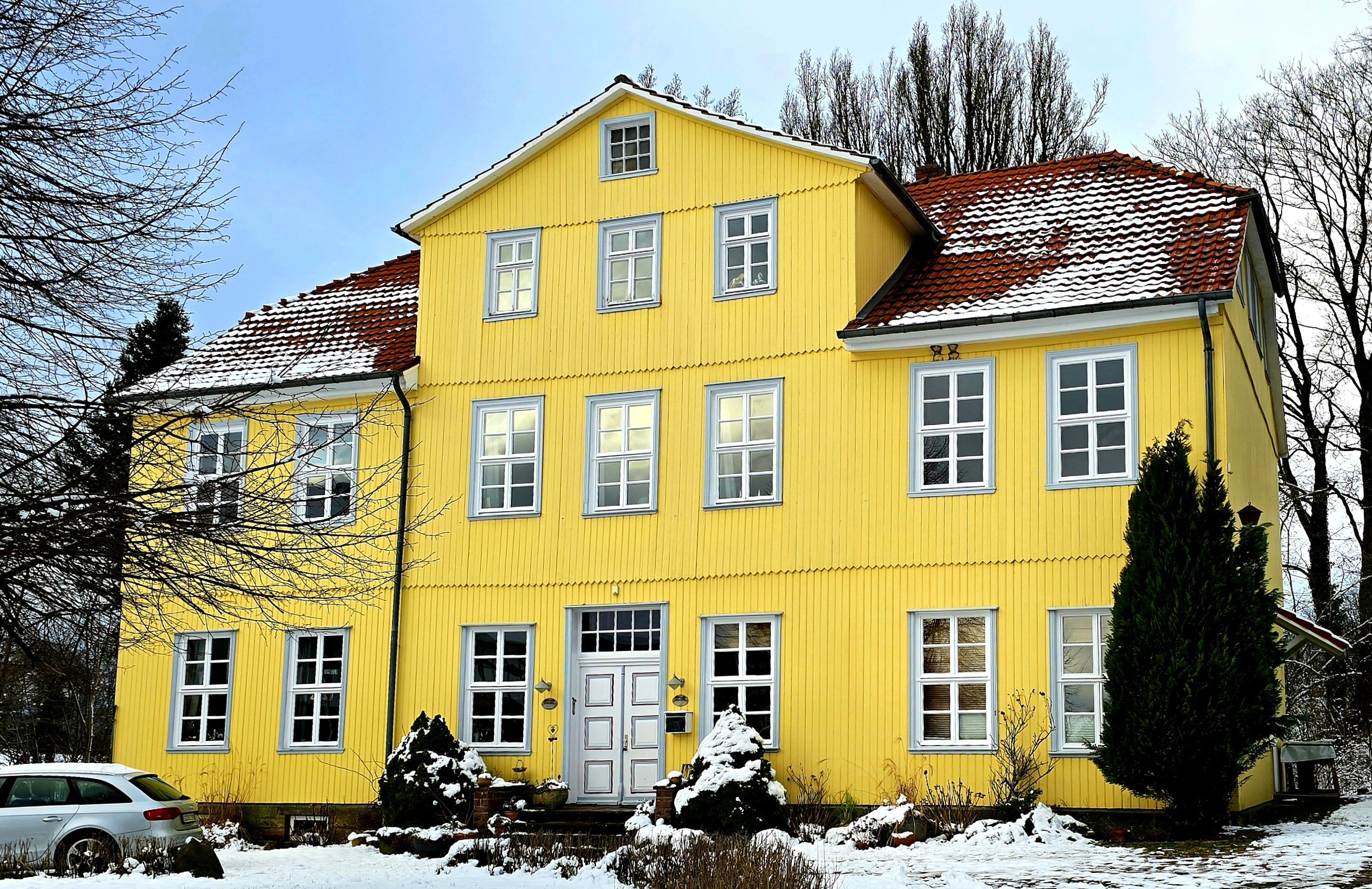
Gutshaus

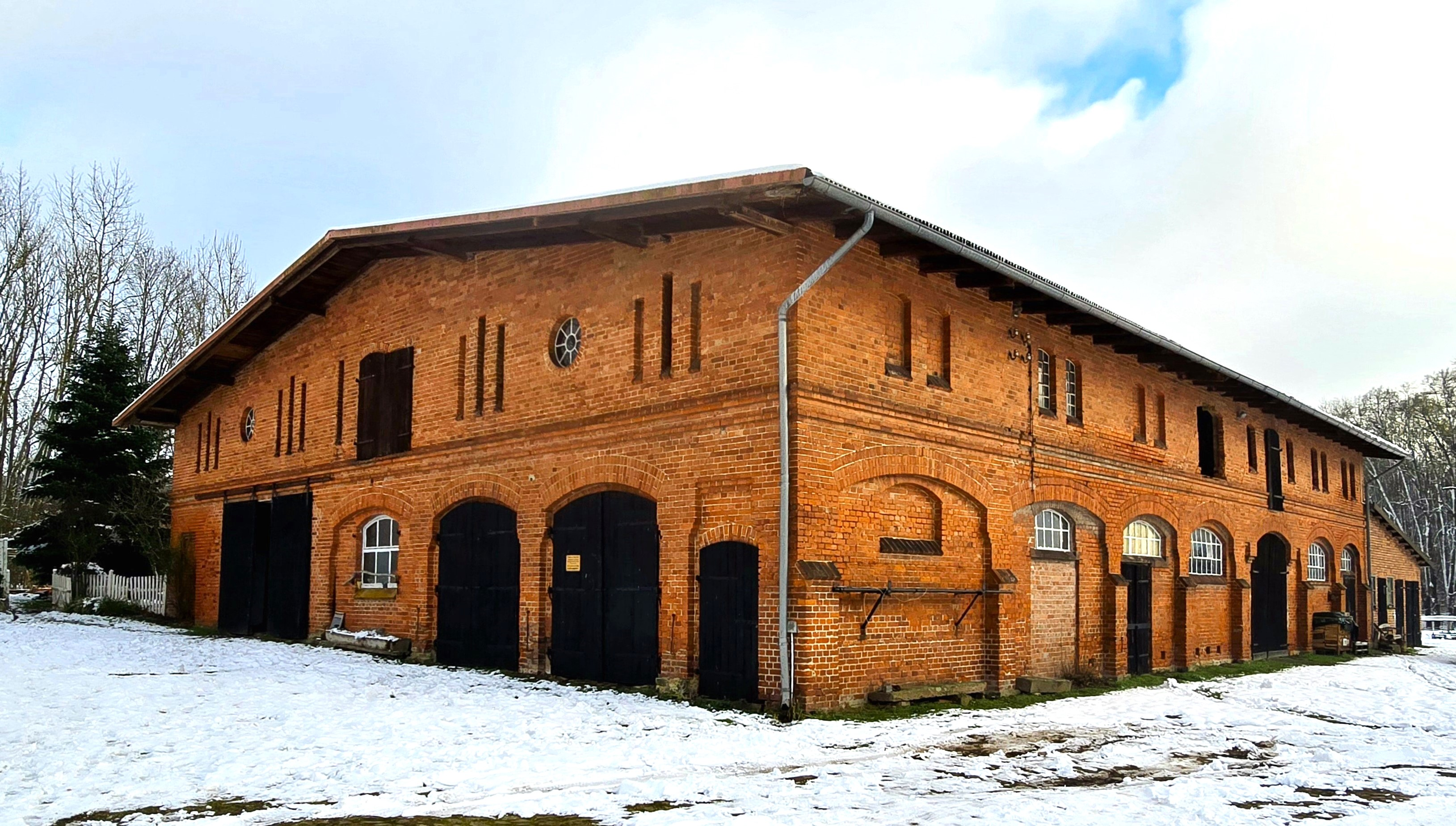
Rinderstall

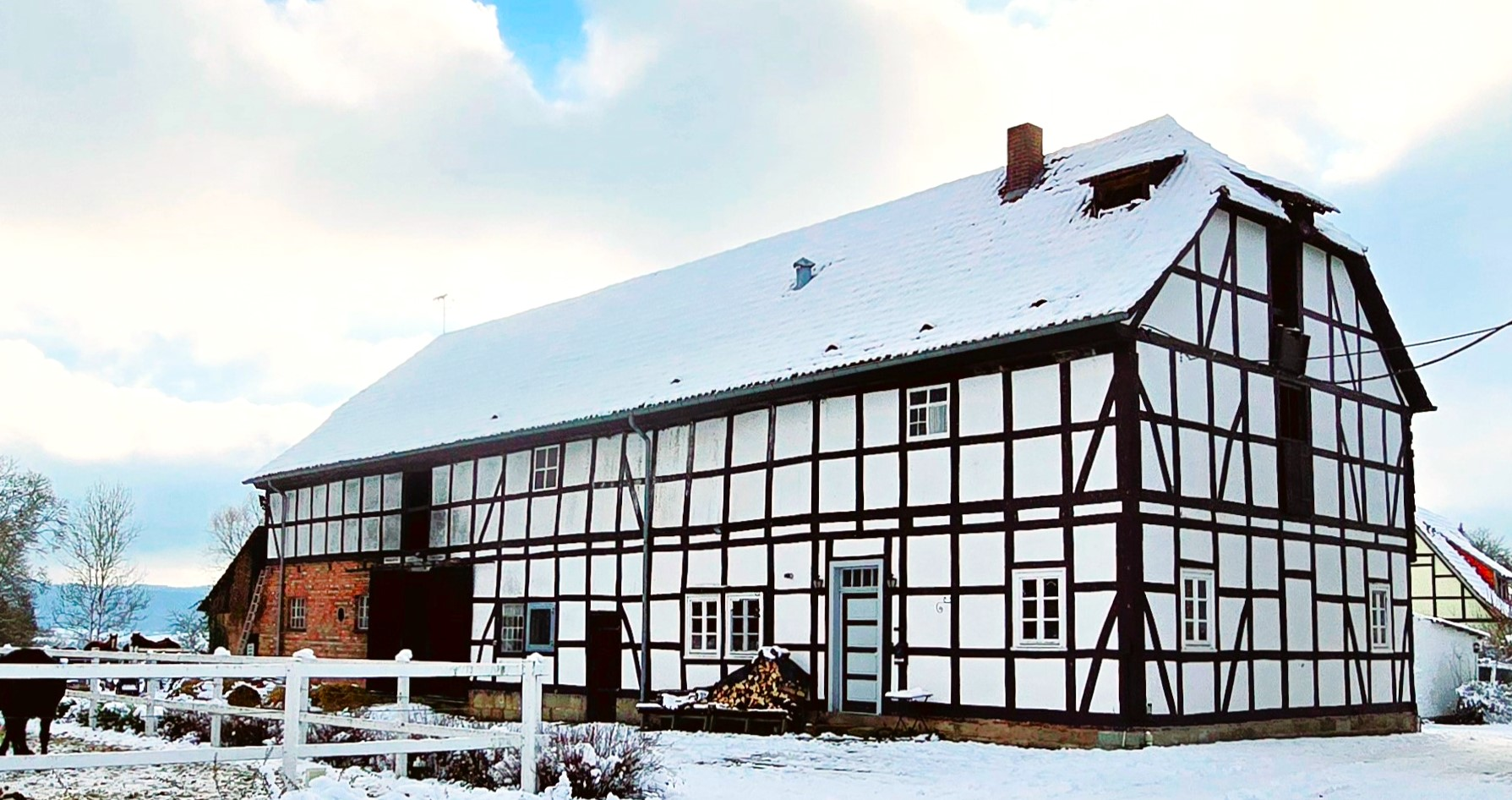
Nebengebäude

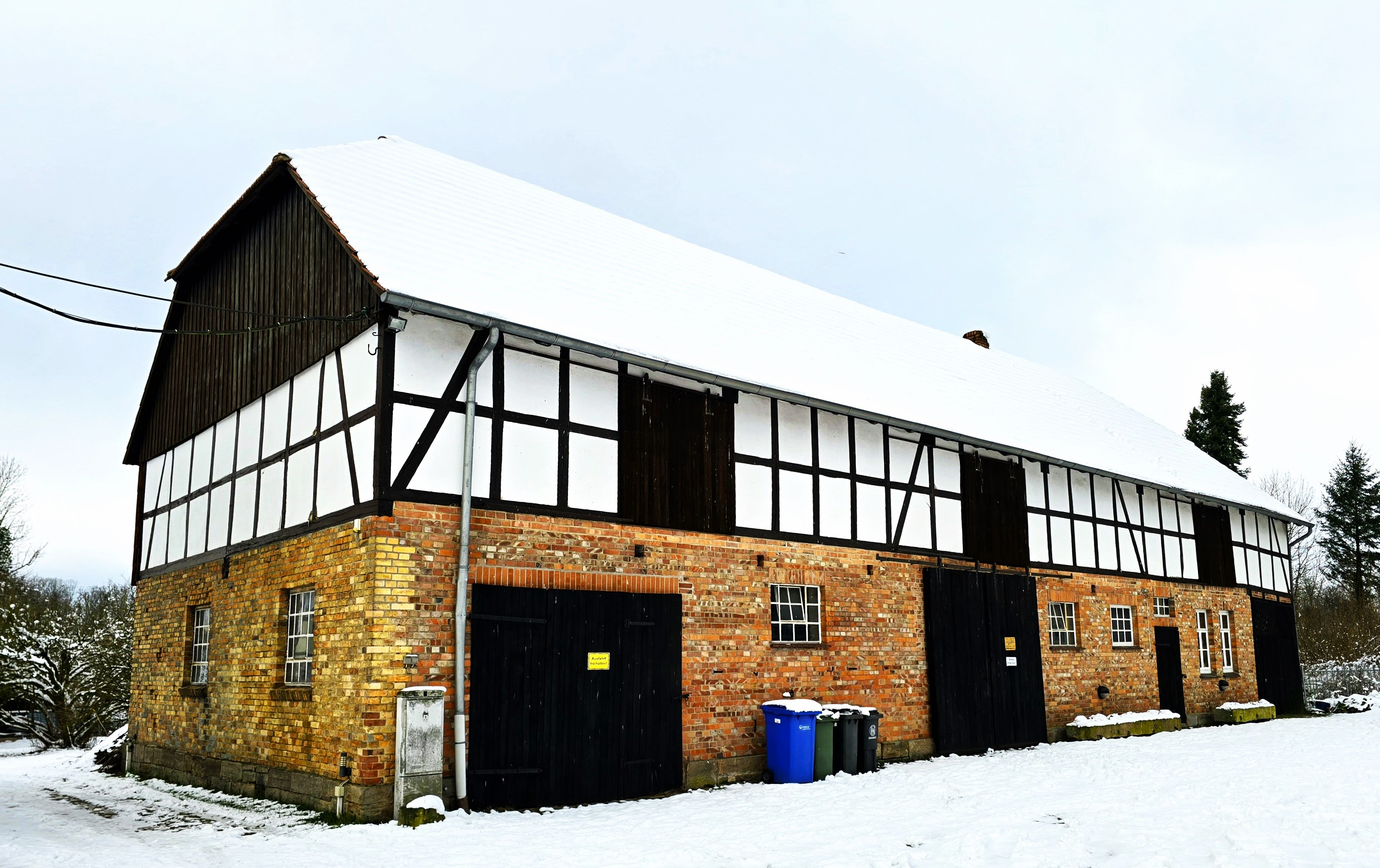
Stall

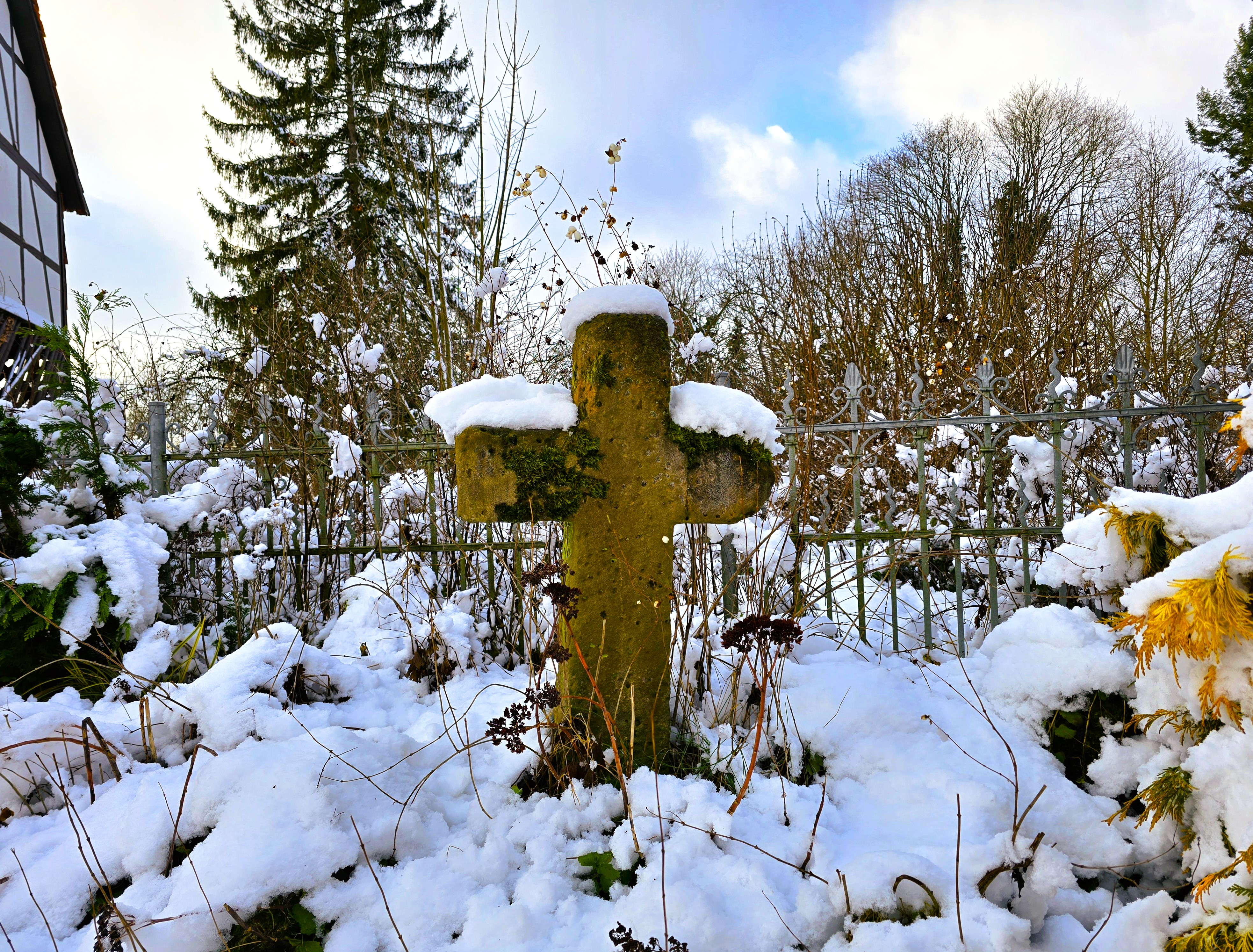
Kreuzstein

In der Liste der Baudenkmale in Scheden sind für das Gut Wellersen sechs Baudenkmale aufgeführt. Sie sind Einzeldenkmale der Baudenkmal-Gruppe Gut Wellersen:
- das Gutshaus, das 1775 erbaute Herrenhaus des Gutes
- ein Rinderstall und ein Stall
- zwei Nebengebäude
- Kreuzsteine